# Grolley
Grolley (toponimo francese) è un comune svizzero di 1 947 abitanti del Canton Friburgo, nel distretto della Sarine.

## Storia
Il 22 marzo 2000 ha inglobato il comune soppresso di Corsalettes.

## Monumenti e luoghi d'interesse

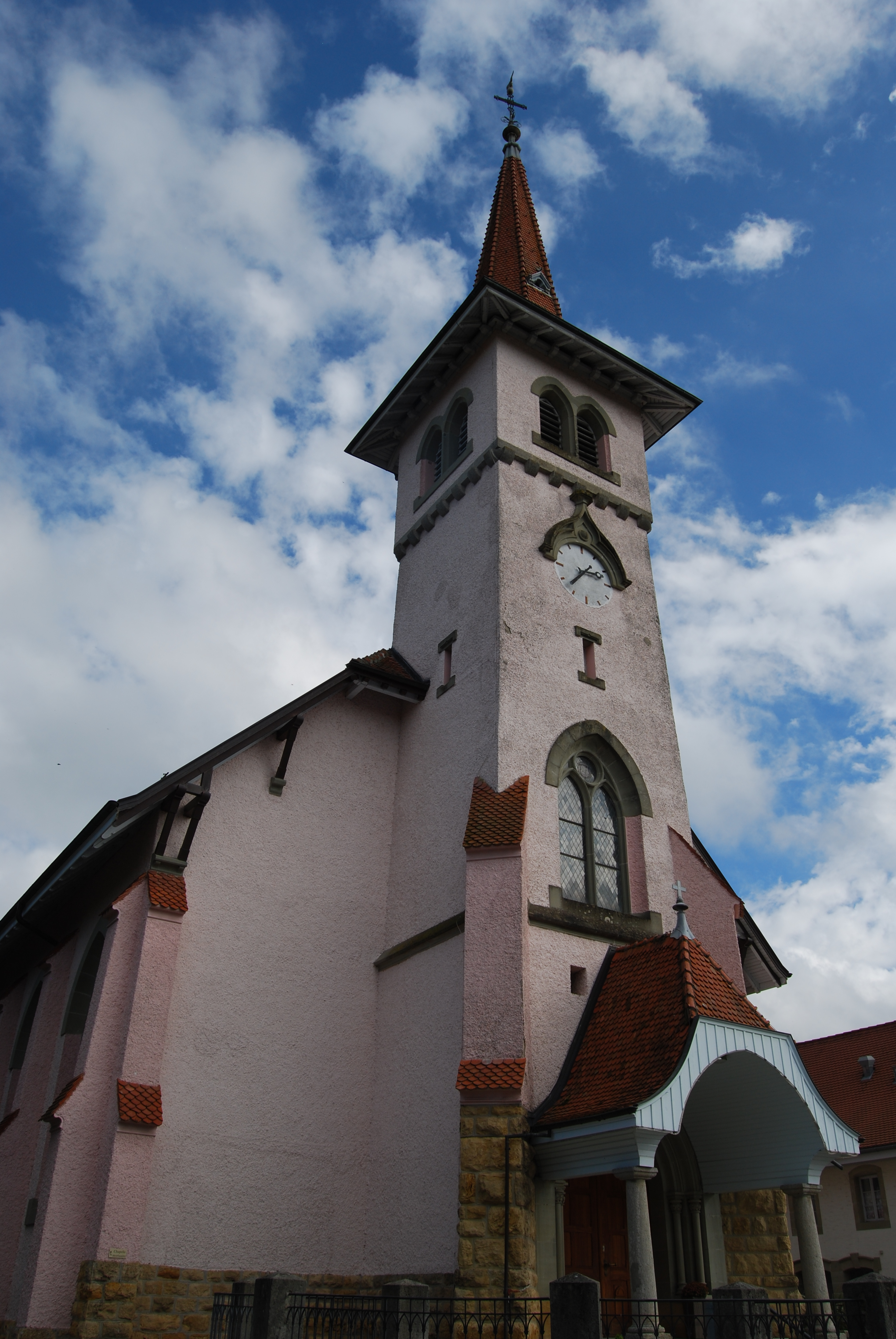
La chiesa cattolica di San Giovanni Battista

- Chiesa cattolica di San Giovanni Battista, attestata dal 1354 e ricostruita nel 1760 e nel 1910[1].

## Società

### Evoluzione demografica
L'evoluzione demografica è riportata nella seguente tabella:
Abitanti censiti

## Amministrazione
Ogni famiglia originaria del luogo fa parte del comune patriziale che ha la responsabilità della manutenzione di ogni bene comune.

## Infrastrutture e trasporti
Grolley è servito dall'omonima stazione sulla ferrovia Friburgo-Yverdon.